# Campionato balcanico maschile di pallacanestro 1988
Il 29º Campionato Balcanico Maschile di Pallacanestro, si è disputato ad Adalia, in Turchia, tra il 21 e il 25 dicembre 1988.

## Risultati
|    | Nazionale  | G | V | P | PF  | PS  | Diff. |
| -- | ---------- | - | - | - | --- | --- | ----- |
| 1. | Jugoslavia | 4 | 4 | 0 | 378 | 299 | +79   |
| 2. | Bulgaria   | 4 | 3 | 1 | 381 | 356 | +25   |
| 3. | Turchia    | 4 | 2 | 2 | 357 | 381 | -24   |
| 4. | Grecia     | 4 | 1 | 3 | 340 | 406 | -66   |
| 5. | Romania    | 4 | 0 | 4 | 349 | 363 | -14   |

## Classifica finale
| -  | Paese      | Formazione |
| -- | ---------- | ---------- |
|    | Jugoslavia |            |
|    | Bulgaria   |            |
|    | Turchia    |            |
| 4. | Grecia     |            |
| 5. | Romania    |            |